# Lepidiota ciliata
Lepidiota ciliata är en skalbaggsart som beskrevs av Britton 1978. Lepidiota ciliata ingår i släktet Lepidiota och familjen Melolonthidae. Inga underarter finns listade i Catalogue of Life.